# Natacha Atlas
Natacha Atlas (Bruxelas, 20 de março de 1964) é uma cantora belga. Seu estilo musical mistura sonoridades do Médio Oriente e Norte de África com a música electrónica. Interpreta a maior parte das suas canções em árabe, mas também canta em inglês, francês e castelhano.
Natacha nasceu na capital da Bélgica, filha de mãe inglesa e pai egípcio. Tem também raízes familiares que se estendem à Palestina e Marrocos. Viveu até aos oito anos no bairro muçulmano de Bruxelas até que a sua mãe decidiu mudar-se com os filhos para Northampton, na Inglaterra, após ter se divorciado do pai de Natacha. A partir dos dezasseis anos começou a envolver-se em pequenos projectos musicais e a viajar pela Turquia e Grécia, países nos quais trabalhou com dançarina do ventre.
A sua primeira grande oportunidade artística deu-se quando interpretou a canção "Timbal" do grupo !Loca, facto que a conduziria a integrar o grupo de Jah Wobble, Invaders of the Earth. A partir de 1993 integra os Transglobal Underground, grupo musical que funde elementos da música tradicional árabe, africana e hindu com elementos da música electrónica, ocupando o lugar de vocalista e dançarina do ventre. Três membros da banda, Tim Whelan, Hamid ManTu e Nick Page,  ajudariam Natacha a lançar a sua carreira a solo, concretizada com a edição do disco Diaspora em 1995.
Em 1999 casou com Abdullah Chhadeh, um músico sírio.
Em 2001 Natacha Atlas foi nomeada pelas Nações Unidas Embaixadora para a Boa Vontade no âmbito da Conferência Internacional contra o Racismo. Em 2003 alcançou grande sucesso em França com uma versão da canção "Mon amie la rose" gravada originalmente por Françoise Hardy.
Uma canção sua foi usada na telenovela da Rede Globo "O Clone", onde Natacha também participou numa cena, interpretando-se a si própria.
Algumas das canções do disco Ana Hina (i.e. "Ghanwa Bossanova", "Bab El Janna") foram influenciadas pela música brasileira.
O seu disco mais recente foi lançado em 2010.

## Discografia
- 1995 Diaspora
- 1997 Halim
- 1999 Gedida
- 2001 Ayeshteni
- 2002 Foretold in the Language of Dreams
- 2003 Something Dangerous
- 2005 The Best of Natacha Atlas
- 2006 Mish Maoul
- 2008 Ana Hina
- 2010 Mounqaliba